# モルドバ国鉄

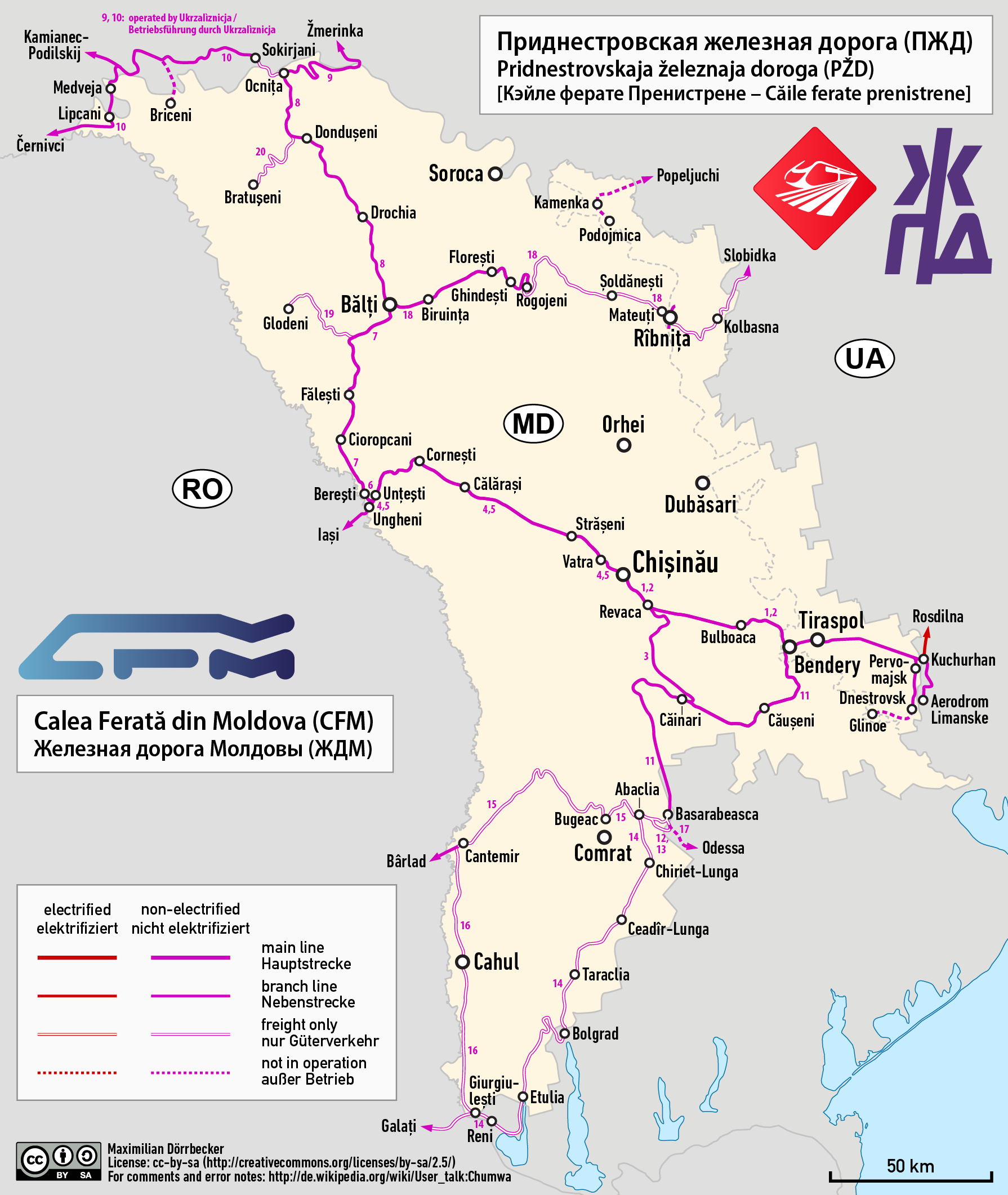
モルドバ国鉄路線図

モルドバ国鉄（ルーマニア語: Calea Ferată din Moldova、略称: CFM）はモルドバ国有の鉄道会社である。1,232kmの広軌路線および14kmの標準軌路線を有し、全線が単線非電化である。

## 歴史

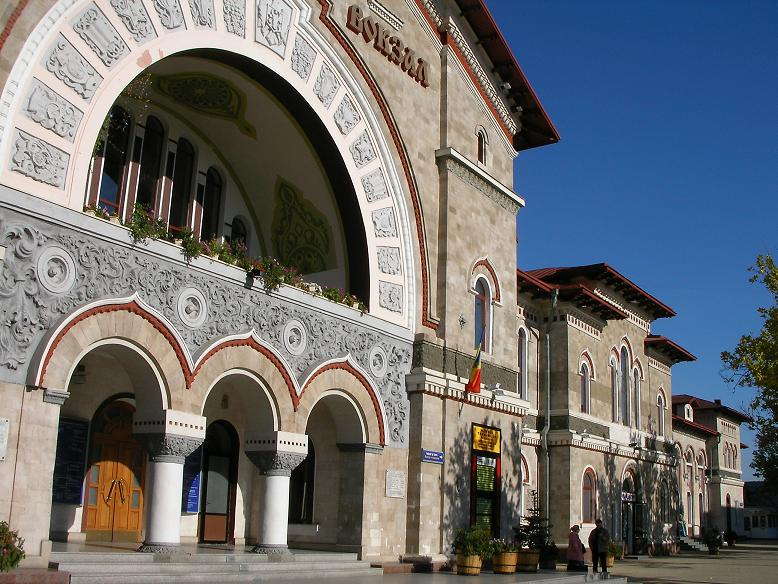
キシナウ駅

1871年8月28日にティラスポリとキシナウを結ぶ路線が開業したのが始まりである。1875年6月1日にはキシナウ - コルネシュティ - ウンゲニ間を結ぶ鉄道が全線開通し、ルーマニア方面に接続するようになった。路線を繋ぐエッフェル橋は露土戦争開戦3日前の1877年4月21日に開通された。同年11月にはベンデル - バサラベアスカ - レニ - ジュルジュレシュティ間の路線が開業したほか、1893年から1894年にかけてリプカニ - オクニツァ - オタチ間、オクニツァ - バルツィ間、バルツィ - フロレシュティ - ルィブニツァ - コバスナ間の路線が開業した。そして19世紀末頃までにはティギナ - ガラツィ - ルィブニツァ - バルツィ - ノワ・スリツァ間が開業されている。
第一次世界大戦中にはバルツィ - ウンゲニ間が改修され、そこからブコヴァツ - レウシェニ - フシ - バサラベアスカ - プルト間が追加される形で再開している。
1920年代初頭にはベッサラビアがルーマニアに併合されたことにより標準軌に改軌される。戦間期の間にバサラベアスカ - カンテミール間およびレヴァカ - ズロチ - カイナリ間の路線が開業したが、後者は1944年の戦災により破壊された。第二次世界大戦後にはモルドバ地域一帯がソビエト連邦の一部になり、再び広軌に改軌されることとなった。1971年にはカンテミール - カグル間の路線が開業した。
2004年には沿ドニエストル共和国内の全資産が沿ドニエストル鉄道（PŽD）へ移管された。2005年には第二次世界大戦末期に破壊されたレヴァカ - カイナリ間の路線が再建。2007年から翌08年にかけてカグル - ジュルジュレシュティ間の路線が建設。2015年9月末には、キシナウ - ウンゲニ - ヤシ間の国際列車路線が開通された。

## 車両

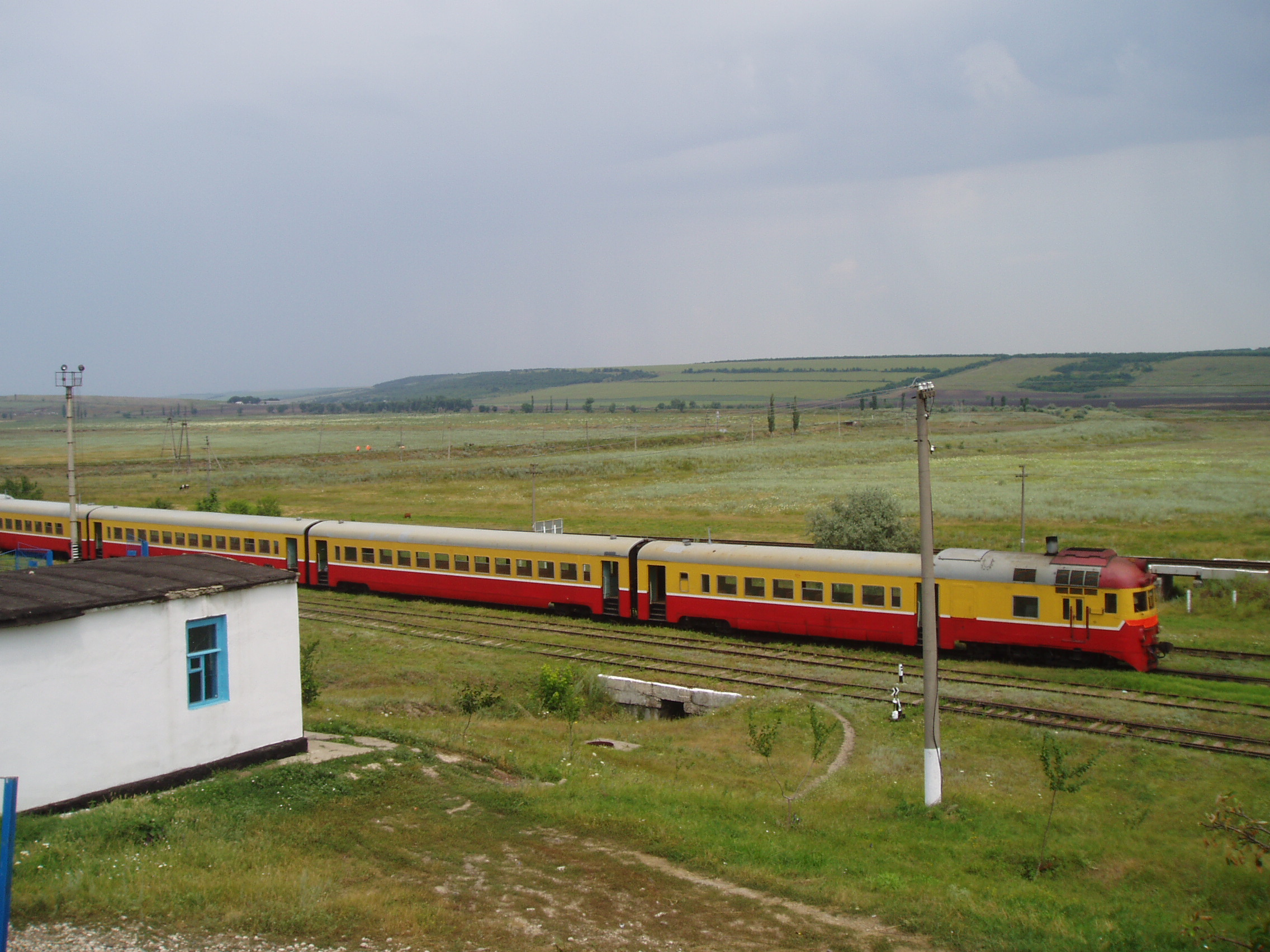
D1形気動車

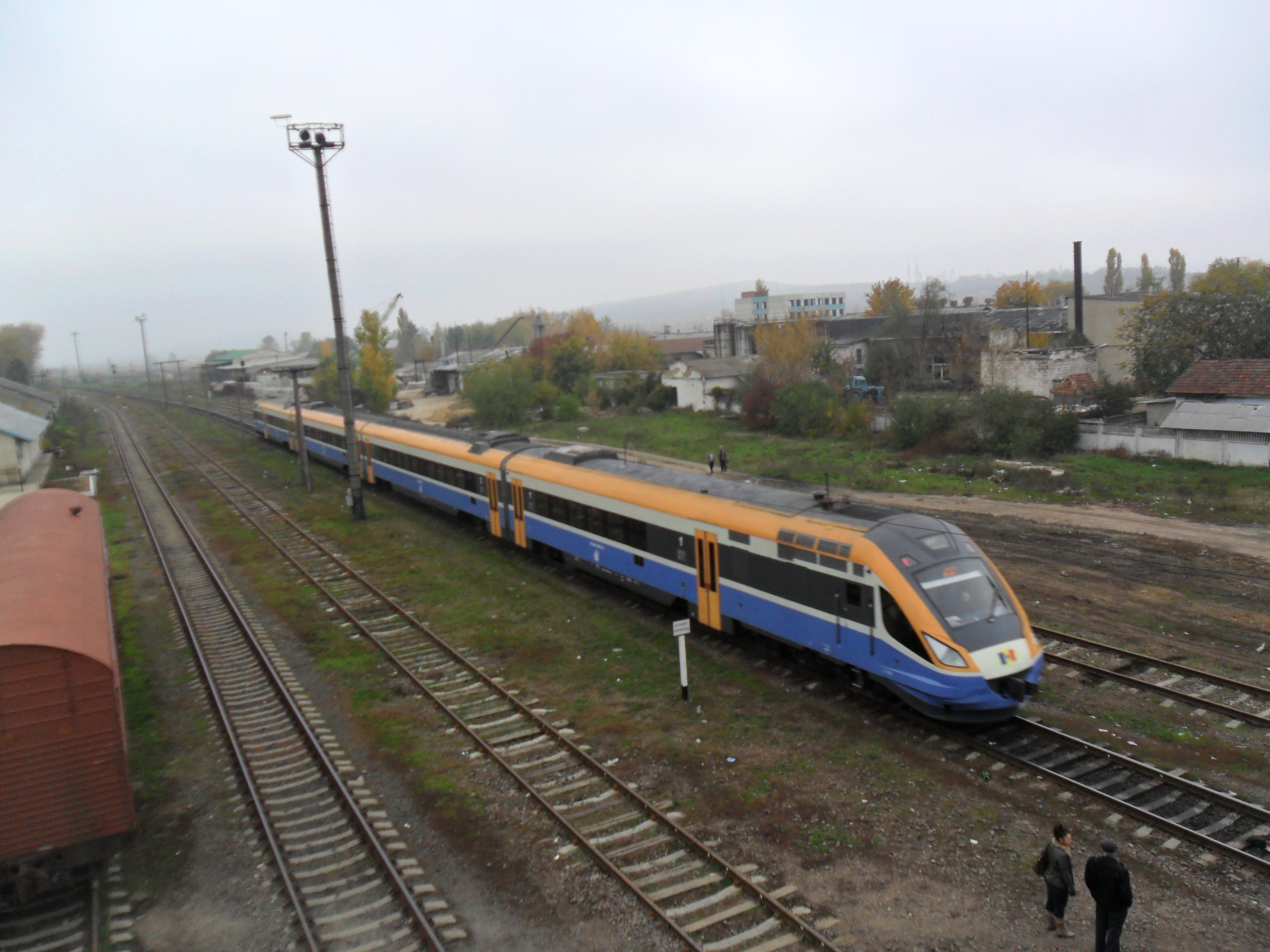
D1M形気動車
ストラセニ駅にて撮影

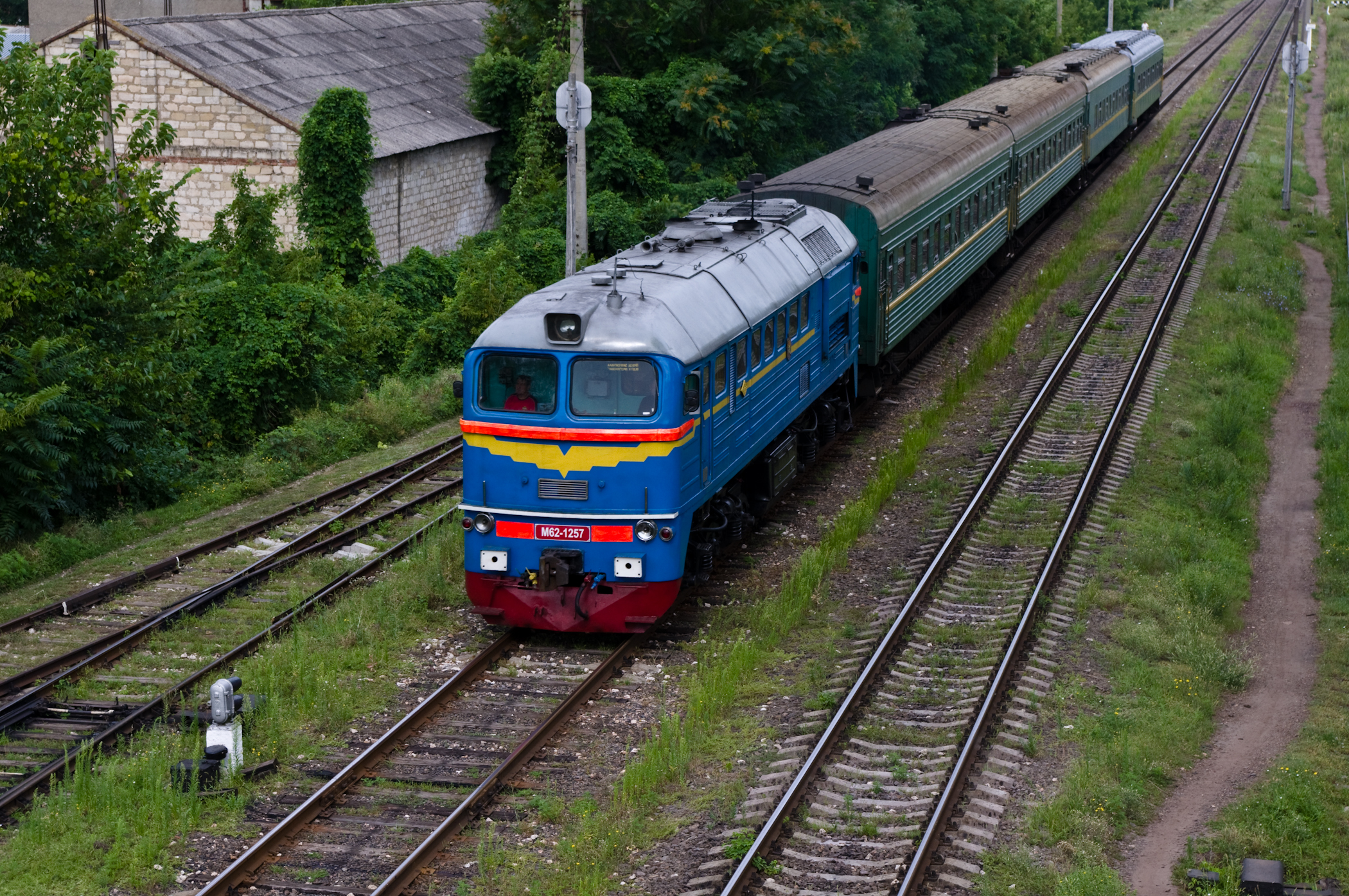
M62形ディーゼル機関車

ソ連および他の東側諸国で製造された車両が使用されている。ディーゼル機関車はTE10形およびM62形が一般的ではあるが、旅客輸送にはチェコ製のChME3形が使用されることもある。
気動車はハンガリーのガンツ-マーバグ社製のD1形が主流であったが、2012年にルーマニアの工場（主にElectroputere VFU社）にて大幅な更新工事が行われる形で改良型車両のD1M形が登場しており、現在はD1形とD1M形の2種類が使用されている。

## 列車
国内列車の他、キシナウからモスクワ、キエフ、ブカレスト方面などへ向かう国際列車が存在する。

## ギャラリー
以下の鉄道切手が販売されている。

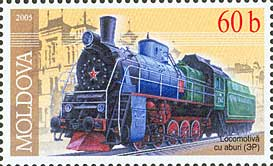
ソ連時代に製造されていた蒸気機関車（ЭR）
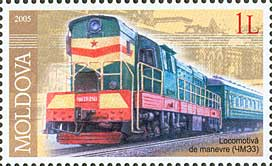
ChME3型ディーゼル機関車（ЧМЭЗ）
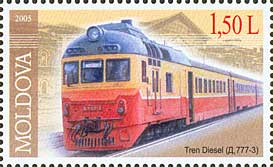
D1型気動車 (Dl 777-3)
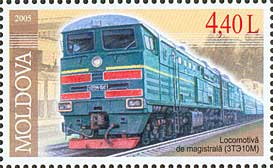
TE10型ディーゼル機関車(3ТЭ10М)